# 미터톤
미터톤(metric ton)은 국제단위계와 함께 사용되는 질량의 단위이다. 톤의 기원은 많은 유례가 있지만 그중 가장 유력한 것이 배의 승선된 통을 세는 단위로 쓰였다는 것이다. 유사하지만 다른 것으로 영국톤과 미국톤이 있다. 한국에서  쓰는 톤은 미터톤을 말한다.
1미터톤은 1000kg에 해당한다. 기호는 t이며, mt, mT, Mt, T 등으로 줄여 쓰기도 하지만, mt은 밀리톤, mT는 밀리테슬라, Mt은 메가톤, T는 테슬라의 기호이다. 국제단위계에서는 메가그램 (Mg)에 해당한다.
톤은 그 개념이 확장되어 통상적인 질량 단위 이외의 용법(톤수)으로도 쓰인다.
- 상선의 크기 단위 : 상선의 최대 탑재량을 톤으로 나타내어 크기의 기준으로 삼는다.
- 군함의 크기 단위 : 군함의 배수량을 톤으로 나타내어 크기의 기준으로 삼는다. 사실상 군함의 무게와 동일하다.
- 핵탄두 및 지진의 위력 단위 : 동일 중량의 TNT 폭약과 비교하여 나타낸다. 위력 단위 1톤은 1기가칼로리(4.184×10^9 J)의 에너지라고 정의된다.

## 배수
| 배수 | 이름   | 기호 |      | 배수     | 이름   | 기호  |            | 배수 | 이름  | 기호         |        | 배수 | 이름 | 기호 |
| 100  | 톤     | t    | 106  | 메가그램 | Mg     | 100   | 톤         | t    | 106   | 메가그램     | Mg     |      |      |      |
| 101  | 데카톤 | dat  | 107  | (없음)   | (없음) | 10–1  | 데시톤     | dt   | 105   | (없음)       | (없음) |      |      |      |
| 102  | 헥토톤 | ht   | 108  | (없음)   | (없음) | 10–2  | 센티톤     | ct   | 104   | (없음)       | (없음) |      |      |      |
| 103  | 킬로톤 | kt   | 109  | 기가그램 | Gg     | 10–3  | 밀리톤     | mt   | 103   | 킬로그램     | kg     |      |      |      |
| 106  | 메가톤 | Mt   | 1012 | 테라그램 | Tg     | 10–6  | 마이크로톤 | µt   | 100   | 그램         | g      |      |      |      |
| 109  | 기가톤 | Gt   | 1015 | 페타그램 | Pg     | 10–9  | 나노톤     | nt   | 10-3  | 밀리그램     | mg     |      |      |      |
| 1012 | 테라톤 | Tt   | 1018 | 엑사그램 | Eg     | 10–12 | 피코톤     | pt   | 10-6  | 마이크로그램 | μg     |      |      |      |
| 1015 | 페타톤 | Pt   | 1021 | 제타그램 | Zg     | 10–15 | 펨토톤     | ft   | 10-9  | 나노그램     | ng     |      |      |      |
| 1018 | 엑사톤 | Et   | 1024 | 요타그램 | Yg     | 10–18 | 아토톤     | at   | 10-12 | 피코그램     | pg     |      |      |      |
| 1021 | 제타톤 | Zt   | 1027 | (없음)   | (없음) | 10–21 | 젭토톤     | zt   | 10-15 | 펨토그램     | fg     |      |      |      |
| 1024 | 요타톤 | Yt   | 1030 | (없음)   | (없음) | 10–24 | 욕토톤     | yt   | 10-18 | 아토그램     | ag     |      |      |      |

## 같이 보기
- 톤수